# Narakorn Khana
Narakorn Khana (Thai: นรากร คณา, * 7. April 1993) ist ein thailändischer Fußballspieler.

## Karriere

### Verein
Seine fußballerische Laufbahn begann 2010 in Si Racha beim Sriracha FC. Hier spielte er bis 2014 in der Jugend- und Seniorenmannschaft. 2014 zog es ihn in seine Heimatstadt Pattaya, wo er für Pattaya United eine Saison in der zweiten Liga spielte. Hier spielte er siebzehnmal und schoss drei Tore. 2015 unterschrieb er einen Vertrag bei Thai Honda Ladkrabang in Bangkok. Für den Zweitligaclub lief er 22-mal auf und schoss drei Tore. 2016 unterschrieb er in Nakhon Ratchasima einen Vertrag beim Erstlisten Nakhon Ratchasima FC. Hier kam er lediglich auf nur vier Einsätze. Zur Rückserie ging er zum Zweitligisten BBCU FC nach Bangkok. Hier lief er achtmal auf und schoss dabei zwei Tore. 2017 unterzeichnete er einen Vertrag beim Hauptstadtverein Port FC. Hier kam er während der Saison nicht zum Einsatz. Nach der enttäuschenden Saison bei Port ging es wieder an die Ostküste Thailands. Hier schloss er sich dem in Sattahip beheimateten Erstligisten Navy FC an. Auch hier kam er nur zu fünf Erstligaeinsätzen. Er wurde hauptsächlich in der U23-Mannschaft eingesetzt die in der vierten Liga spielte. Für 2019 hat er einen Vertrag beim Zweitligisten Ubon United unterschrieben. Nachdem Ubon nach der Saison 2019 in die vierte Liga absteigen musste, verließ er den Verein und schloss sich dem Zweitligisten Sisaket FC aus Sisaket an. Am Ende der Saison 2020/21 stieg er mit Sisaket in die dritte Liga ab. Nach 22 Zweitligaspielen wechselte er zur Saison 2021/22 zum Drittligisten Bankhai United FC. Mit dem Verein spielte er in der Eastern Region der Liga. Nach einer Saison unterschrieb er in seinem Geburtsort Pattaya einen Vertrag bei Pattaya Dolphins United. Am Ende der Saison 2024/25 belegte er mit Pattaya den 16. Tabellenplatz und musste somit in die dritte Liga absteigen.

### Nationalmannschaft
2012 spielte er dreimal für die thailändische U-19-Nationalmannschaft.